# Amazing (Seal-Lied)
Amazing ist ein Lied des britischen Pop- und Soulsängers Seal aus dem Jahr 2007.

## Entstehung und Veröffentlichung
Das Lied wurde vom Interpreten selbst komponiert und getextet. Für die Produktion zeichnete Stuart Price verantwortlich.
Die Erstveröffentlichung von Amazing erfolgte als Single am 2. November 2007 bei Warner Music. Diese erschien als CD- und Download-Single in verschiedenen Variationen. Am 12. November 2007 erschien das Lied als Teil von Seals fünftem Studioalbum System (Katalognummer: Warner 9362-49930-9).
In Deutschland diente Amazing als Titelsong für die dritte Staffel von Germany’s Next Topmodel. In den Vereinigten Staaten untermalte es einen Werbespot für die CBS-Reality-Show The Amazing Race 12 verwendet.

## Rezeption

### Preise
Der Song wurde 2008 für einen Grammy Award in der Kategorie Best Male Pop Vocal Performance nominiert.

### Chartplatzierungen
| ChartsChartplatzierungen     | Höchstplatzierung | Wochen |
| ---------------------------- | ----------------- | ------ |
| Deutschland (GfK)            | 9 (29 Wo.)        | 29     |
| Österreich (Ö3)              | 6 (28 Wo.)        | 28     |
| Schweiz (IFPI)               | 4 (31 Wo.)        | 31     |
| Vereinigtes Königreich (OCC) | 74 (1 Wo.)        | 1      |

| ChartsJahrescharts (2007) | Platzierung |
| ------------------------- | ----------- |
| Schweiz (IFPI)            | 57          |

| ChartsJahrescharts (2008) | Platzierung |
| ------------------------- | ----------- |
| Deutschland (GfK)         | 37          |
| Österreich (Ö3)           | 50          |
| Schweiz (IFPI)            | 72          |

### Auszeichnungen für Musikverkäufe
| Land/Region        | Auszeichnungen für Musikverkäufe (Land/Region, Auszeichnung, Verkäufe) | Verkäufe |
| ------------------ | ---------------------------------------------------------------------- | -------- |
| Deutschland (BVMI) | Gold                                                                   | 150.000  |
| Insgesamt          | 1× Gold ·                                                              | 150.000  |

Hauptartikel: Seal/Auszeichnungen für Musikverkäufe